# Roberto Castillo (football, 1930)
Pour les articles homonymes, voir Roberto Castillo.
Roberto Castillo Tardío, né à Chincha Alta le 29 avril 1930, est un footballeur péruvien qui jouait comme attaquant.
Avec son frère, Félix Castillo, également footballeur, ils ont joué pour l'Alianza Lima dans les années 1950.

## Biographie
Surnommé Chupón, Roberto Castillo joue à l'Alianza Lima de 1946 à 1958, remportant quatre championnats du Pérou en 1948, 1952, 1954 et 1955.   
International péruvien de 1952 à 1957, il reçoit 18 capes en équipe nationale pour un but marqué. Il prend part à quatre championnats sud-américains en 1953 au Pérou, 1955 au Chili – où il marque son seul but en sélection contre l'Uruguay – 1956 en Uruguay et 1957 au Pérou. Il dispute également l'édition 1952 du championnat panaméricain (trois matchs).

## Palmarès
| Alianza Lima - Championnat du Pérou (4) : - Champion : 1948, 1952, 1954 et 1955. |  | Pérou - Championnat sud-américain : - Troisième : 1955. |